# Московское восстание (1611)
Московское восстание 1611 года — вооружённое выступление жителей Москвы 19—20 марта 1611 года против войск Речи Посполитой, оккупировавших город с осени 1610 года.
Польские солдаты вели себя в Москве как в захваченном городе, регулярно происходили различные инциденты. Москвичам особенно запомнились осквернение иконы на Никольских воротах, по которой выстрелил пьяный польский часовой, и резня на одном из рынков, когда спор о цене между продавцом и польским солдатом перерос в массовую драку, в которой поляки убили 15 москвичей.
К 19 марта 1611 года к Москве приблизились передовые отряды народного ополчения, собранного под Рязанью Прокопием Ляпуновым. Польское командование попыталось заставить столичных извозчиков помогать им в подготовке города к обороне и на своих санях тащить пушки и ставить их на стенах. Большая часть решительно отказалась, а те, кто поначалу согласились, наоборот стали скидывать пушки с валов и стен. После этого поляки начали убивать их посреди города. Столичные церкви забили в набат, москвичи взялись за оружие.
Под натиском поляков восставшие отступили в Белый город. На помощь жителям города подоспели передовые отряды ополчения, возглавляемые князем Пожарским, Бутурлиным и Колтовским. На Сретенке Пожарский поставил несколько пушек, под огнём которых поляки начали отступать в Китай-город.  Отряд Бутурлина сражался в Яузских воротах, отряд Колтовского — в Замоскворечье.
Не видя другого средства одержать победу над неприятелем, польские войска вынуждены были поджечь город. Пожары в Москве продолжались три дня. От них и от устроенной поляками резни погибли (по разным оценкам) 6—7 тысяч москвичей.
20 марта поляки контратаковали отряд Первого ополчения, засевший на Лубянке. Пожарский был тяжело ранен, его увезли в Троицкий монастырь. Попытка поляков закрепить за собой подожжённое ими Замоскворечье не удалась, и они укрепились в Китай-городе и Кремле.
24 марта к Москве подошел отряд казаков Просовецкого, но он был атакован польской кавалерией Зборовского и Струся, понес значительные потери и отступил. В стычке полегло около 200 казаков Просовецкого, после чего он перешёл в оборону («засел в гуляй-городах»). О дальнейших событиях см. статью Первое народное ополчение.